# ヘッドカバー

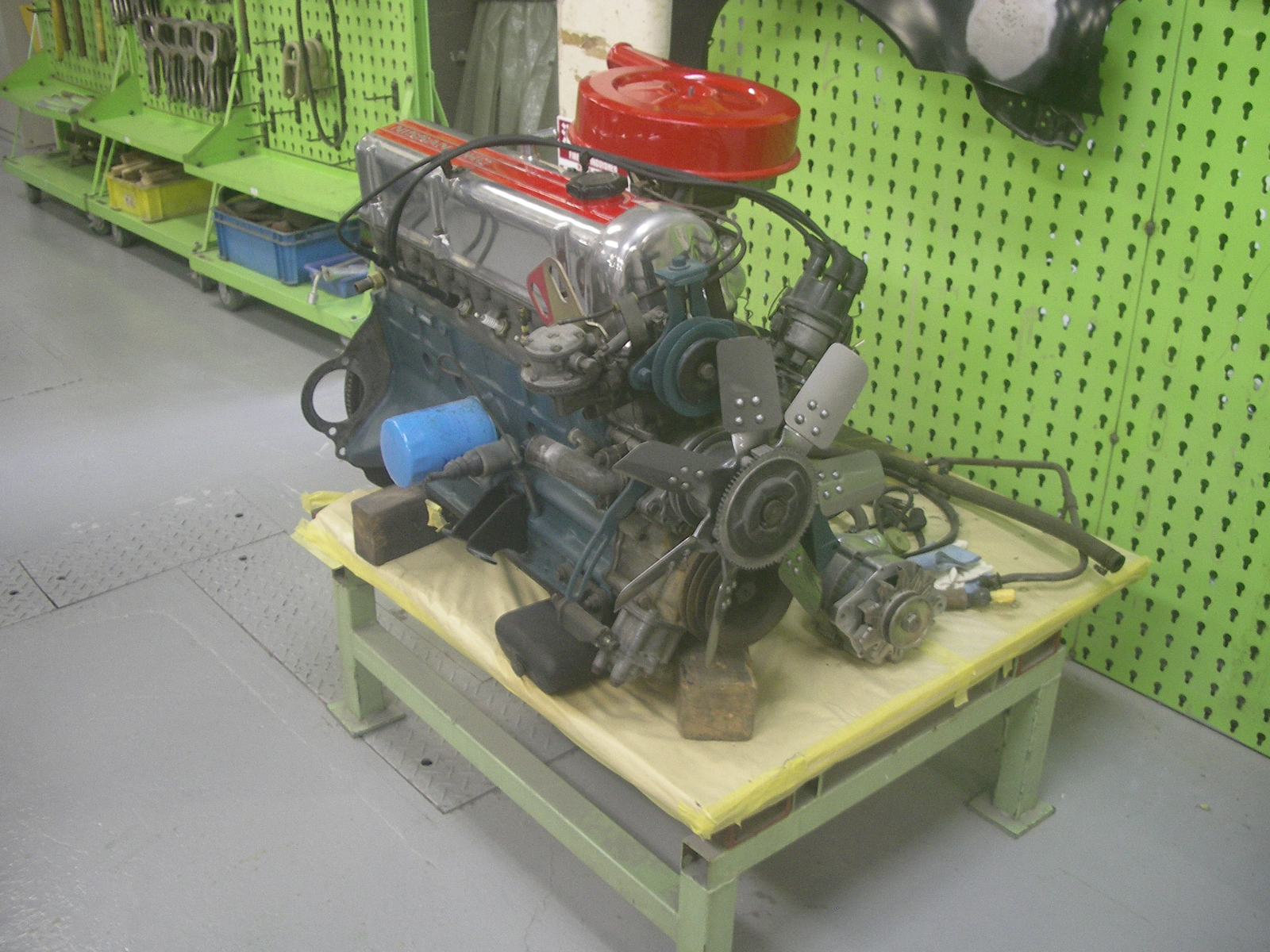
銀色に輝いている部分がヘッドカバーである。（黒いオイルフィラーキャップが見える）

ヘッドカバー（英語: Head cover）は、シリンダーヘッドカバーの略称で、発動機（内燃機関）のシリンダーヘッドに備わる動弁機構に覆い被さるカバーの事を指す。このほか、ロッカーアームカバー（ロッカーカバー、Rocker cover）、カムカバー（カムシャフトカバー、Cam cover）などの呼称もある。更にはタペットカバー(Tappet cover)と呼ばれる場合もある。イギリスではロッカーボックス(rocker boxes)とも呼ばれるが、日本では余り一般的な呼称ではない。
多くの2ストローク機関や、ヴァンケルロータリーエンジンのようにポペットバルブ（傘状弁）を持たない発動機には装備されない。また、シリンダーヘッドに動弁機構を持たないサイドバルブエンジンにも原則としてヘッドカバーは存在しない。

## 概要

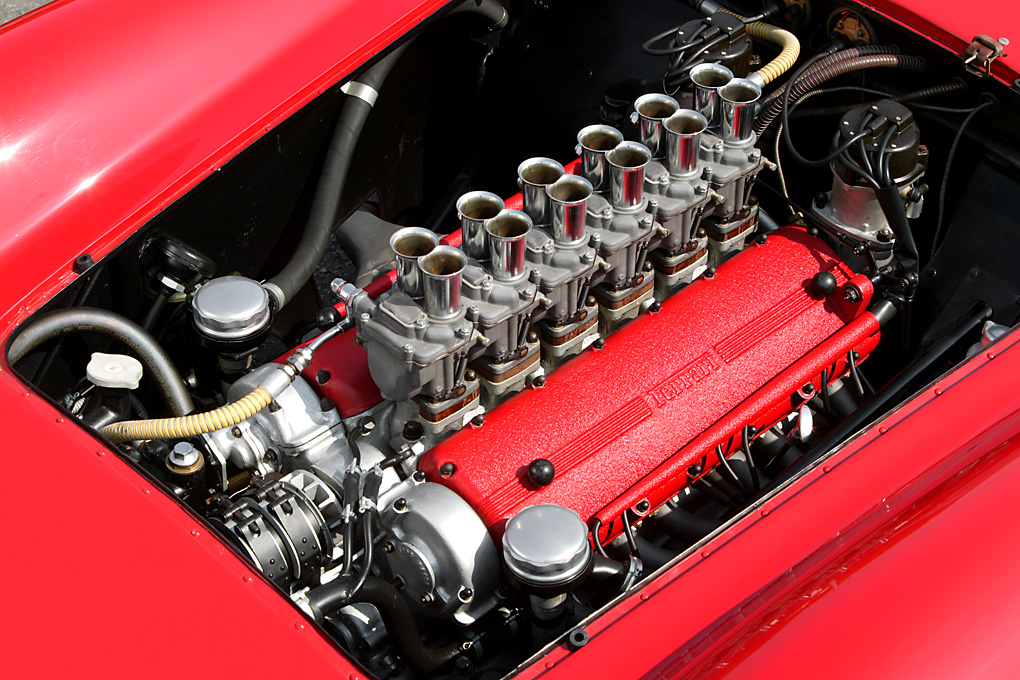
赤い結晶塗装のシリンダーヘッドカバーが車名の由来となったフェラーリ・250テスタロッサ

旧式の内燃エンジンでは動弁系には覆いが無かった。これは、バルブクリアランスの調整などの整備には都合が良いが、むき出しのロッカーアームやバルブスプリングから潤滑油が滴下、あるいは飛散することが当然であった。油で湿っている部分には埃が付きやすく、摺動する金属に水がかかることも好ましくは無いことから、動弁系に覆いが設けられるようになった。カバーの設置により上記の不具合が解消され、これまで捨てられていた潤滑油の再利用をも可能とした。
その後、発動機の進化につれ実用回転域が高まり、高回転域でのバルブの追従性を確保するためプッシュロッドを短くする必要が出てきた。そのため、カムシャフトは次第にクランクシャフトから離れてシリンダーヘッドへ近づいてゆき、ついにはOHCが生まれた。クランクシャフトの1/2の回転数で回り続けるカムシャフトからは遠心力で潤滑油が飛散するため、カバーは必須である。
OHVやOHCエンジンの初期にはネジ式のタペットが装備されることが一般的で、一定期間毎にタペット調整（バルブクリアランス調整）が必須であったために、ヘッドカバーに専用のタペット点検孔が装備されているエンジンも存在したが、その後エンジンオイルの油圧で自動的にバルブクリアランスを調整するラッシュアジャスターが普及したことで、今日ではヘッドカバーを開ける必要性はほとんど無くなっている。

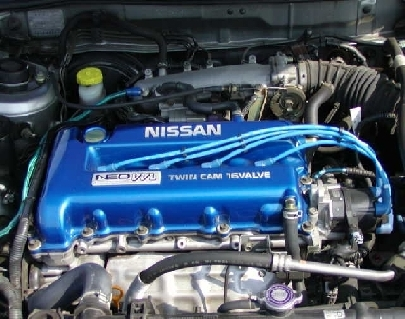
SR16VEエンジン。DOHC16バルブ・NEO-VVL搭載が示されており、青く塗装されていることで他のSRエンジンとの差別化を図っている。

自動車用エンジンでは放射音を抑える役割も持たされており、材質や工法も鋼板プレス製からアルミダイカスト製となり、近年の一般向けエンジンではエンジニアリングプラスチックが用いられている。また、シリンダーヘッドカバーはエンジンの最上部でボンネットを開いた際に最も外部から目立つ部品の一つでもある。そのため、スポーツカーなどエンジンに特別な機構やチューニングが施されている場合には高性能を付加価値とするために、上部に文字が鋳込まれたり、結晶塗装（縮み塗装）や切削加工により同系列の一般的なエンジンとの差別化を図る目印として用いられることがある。このヘッドカバーの色がそのまま「赤ヘッド」や「黒ヘッド」など、そのエンジンの固有名詞として語られることも多い。しかし、エンジンのメンテナンスフリー化が更に進んだ近年ではヘッドカバーの上に樹脂製の遮音カバーが別途装着され、ヘッドカバーが表から見えない自動車も増えてきている。

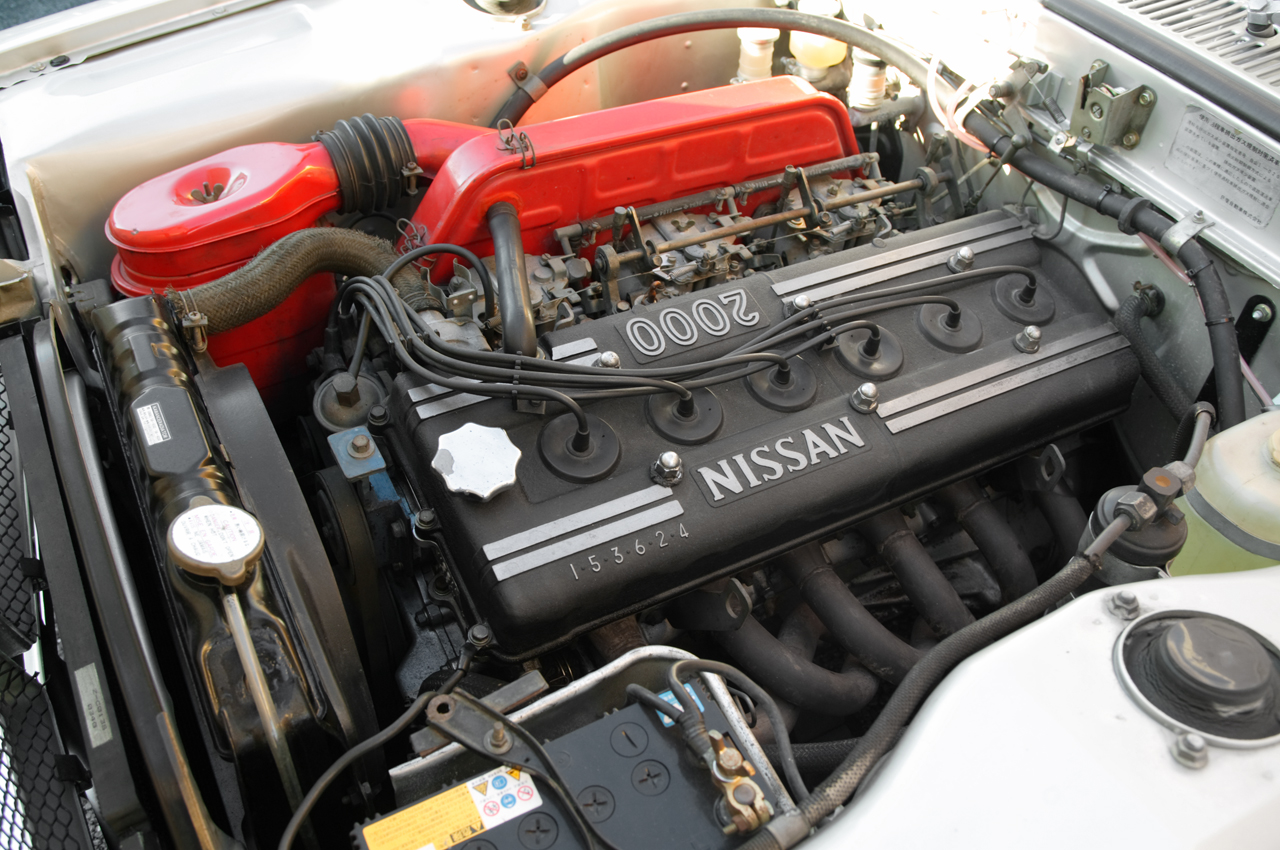
切削加工+結晶塗装の例
日産・S20型エンジン

一般的な自動車用エンジンでは、シリンダーヘッドカバーにエンジンオイルを注入するための穴があり、はめ込み、またはねじ式のオイルフィラーキャップ（栓）が備わる。シリンダーヘッドとシリンダーヘッドカバーの間には、シリンダーヘッドカバーガスケットがあり、シールされている。この部品が劣化するとシリンダーヘッドに滲むようなオイル漏れが発生するため、定期交換することが望ましいとされる。また、ヘッドカバーはエンジンの最上部に位置し、高温高圧のブローバイガスが集中して集まりやすい。そのため、ヘッドカバーにはクランクケースブリーザーやPCVバルブを取り付けるための換気口が備えられている。
オートバイ用エンジンでは、ホンダ・スーパーカブの横型単気筒エンジンやホンダ・CB125Sなどの縦型単気筒エンジンなどにおいて、ヘッドカバーの内部に直接ロッカーアームを取り付ける構造となっているものが存在する。特にスーパーカブのものはシリンダーヘッドとヘッドカバーがほぼ一体となった構造となっており、タペット調整のためのタペット点検孔とカムシャフトカバーのみがシリンダーヘッドの内部へアクセスするための開口部として機能することとなり、部品点数と製造コストの低減に貢献している。
レーシングカーでは、時としてエンジンをストレスメンバーとして使用する（エンジン自体を車体やフレームの一部として使う）ため、シリンダーヘッドカバーにも剛性と強度が求められる場合がある。実際F3では、エンジンマウント用のサブフレームとシリンダーヘッドカバーを一体化させることで高い剛性を確保する手法が近年一般的となっている。